# Clusia scrobiculata
Clusia scrobiculata là một loài thực vật có hoa trong họ Bứa. Loài này được Benoist mô tả khoa học đầu tiên năm 1924.